# Hildesheimer Jahrbuch für Stadt und Stift Hildesheim
Das Hildesheimer Jahrbuch für Stadt und Stift Hildesheim ist das im Auftrag der Stadt Hildesheim und in Verbindung mit dem Hildesheimer Heimat- und Geschichtsverein e.V. herausgegebene Jahrbuch zur Hildesheimer Geschichte. Das Periodikum mit der ISSN 0944-3045 erschien in den Jahren 1992 bis 1993 zunächst im Bernward-Verlag, bis 2005 dann im Eigenverlag des Stadtarchivs, dann bis 2009 bei der August Lax Verlagsbuchhandlung und seitdem im Gerstenberg Verlag.